# Molophilus picturatus
Molophilus picturatus là một loài ruồi trong họ Limoniidae. Chúng phân bố ở miền Australasia.